# Hanne Witt
Hanne Witt, verheiratet Schweinsmann ist eine ehemalige deutsche Tischtennisspielerin. Sie wurde bei der Deutschen Meisterschaft 1950 Dritte im Doppel.

## Werdegang
Hanne Witt spielte zunächst beim Verein TTC Schwarz-Gelb Steele, ab 1948 bei TSV Union Wuppertal, mit dem sie 1949 deutscher Mannschaftsmeister wurde. 1947 erreichte sie bei den Rheinlandmeisterschaften das Endspiel. Bei den Meisterschaften des Westdeutschen Tischtennis-Verbandes siegte sie 1948/49 im Doppel mit Ilse Lohmann sowie 1953/54 im Einzel. 1950 gewann sie bei den Deutschen Meisterschaften Bronze im Doppel mit Ilse Lohmann. Zu dieser Zeit wurde sie in der deutschen Rangliste auf Platz 12 geführt.

## Privat
Nach ihrer Heirat 1950 trat sie unter dem Namen Schweinsmann oder auch Witt-Schweinsmann an. 1951 wurde sie Mutter eines Sohnes.